# Leonid Kogan

Leonid Kogan (po prawej) oraz Maria Callas

Leonid Borisowicz Kogan (ros. Леони́д Бори́сович Ко́ган, ur. 14 listopada 1924 w Jekatierynosławiu – zm. 17 grudnia 1982 w pociągu jadącym z Wiednia do Moskwy) – radziecki skrzypek i pedagog pochodzenia żydowskiego.
Był synem fotografa Borisa Kogana. Od roku 1933 uczył się w Moskwie, od roku 1936 w Centralnej Szkole Muzycznej w klasie Abrama Jampolskiego, pozostał jego uczniem w Konserwatorium Moskiewskim, które ukończył w roku 1948.
W roku 1951 został laureatem I nagrody Międzynarodowego Konkursu Muzycznego im. Królowej Elżbiety Belgijskiej w Brukseli. Od roku 1952 do końca życia był wykładowcą w Konserwatorium Moskiewskim, w roku 1963 otrzymał tytuł profesora. W roku 1954 został członkiem KPZR. W roku 1965 otrzymał Nagrodę Leninowską. Leonid Kogan często występował na koncertach na obszarze ZSRR i za granicą.
Aram Chaczaturian dedykował mu koncert-rapsodię, Tichon Chriennikow, Qara Qarayev, Mieczysław Wajnberg i André Jolivet koncerty skrzypcowe, Dmitrij Szostakowicz nie zdążył ukończyć dedykowanego mu trzeciego koncertu skrzypcowego.
W repertuarze Kogana znajdowały się także utwory wirtuozowskie Niccolò Paganiniego, Henryka Wieniawskiego, Pablo Sarasatego i Fritza Kreislera.
Leonid Kogan poślubił siostrę pianisty Emila Gilelsa, Jelizawietę. Jego syn Pawieł był dyrygentem Moskiewskiej Państwowej Orkiestry Symfonicznej, córka Nina pianistką, wnuk Dmitrij skrzypkiem, wnuczka Wiktoria pianistką, wnuk Daniił skrzypkiem.